# Kubinyi Miklós
felső-kubini és deménfalvi Kubinyi Miklós (Deménfalu, 1840. november 7. – Árvaváralja, 1937. január 24.) földbirtokos, táblabíró, jogász, történész, régész, gyűjtő, heraldikus. Árva vármegye történelmének első kiemelkedő kutatója.

## Élete
Kubinyi Miksa földbirtokos, több megyék táblabírája és Várady-Szakmáry Borbála fiaként született 1840. november 7-én Deménfalun. Apja halála (1849) után a középiskolai tanulmányait a kézsmárki lyceumban, majd az eperjesi collegiumban végezte. Később a pesti egyetemen szerzett ügyvédi oklevelet (1864).
1865-ben az árvaváraljai Thurzó uradalomnál alügyészi állást kapott. Az árvai uradalom főkormányzója gróf Zichy Edmund pártfogásába vette és 1875-ben kinevezte az uradalom fő ügyvédjének, majd 1877-ben jogigazgatójának.
Az árvai uradalom sajátságos jog- és birtokviszonyai, fáradhatatlan kutatásai a gazdag levéltárban arra ösztönözték, hogy megírja Árva várának történetét. Árva megye régmúltját is kutatta, melynek során több ásatást végzett. Az 1876-os ősrégészeti kongresszuson megbízták a megye régészeti kutatásával. Eredményeit rendszeresen közölte, a leleteket pedig az árvai várban leltározta, majd az Árvai komposzeszorátus múzeumában, melyet 1869-ben alapítottak is kiállította. Később a leleteket a turócszentmártoni Szlovák Nemzeti Múzeumnak ajándékozta. A leletek csak 1939-ben kerültek Turócszentmártonba.
Híres a pecsétgyűjteménye, melyet valószínűleg 1875-ben kezdett felhalmozni és majdnem 300 darabot számlál. A gyűjtemény magját a Thurzó család tagjainak levelezéséből nyert pecsétek alkotják, akiknek több tanulmányt is szentelt. Feltételezhetően Csergheő Géza is merített belőle a Siebmacher-féle címergyűjteményhez. A gyűjteményének szlovák nyelven Jozef Novák szentelt egy kötetet a Szlovákiai családi címerek sorozatában.

## Kitüntetései
- 1896: Vaskorona-rend III. osztálya

## Főbb ásatásai és leletszerzései
- Alsókubin-Trniny
- Árvaváralja (urnatemető)
- Felsőkubin (urnatemető)
- Isztebne (bronz leletek)
- Komjatna (kardleletek)
- Krasznahorka (bronzkincs)
- Tupá skala

## Válogatás műveiből
- 1870-1872 Közlemények a Thurzó levéltárból (Századok)
- 1872 Árva vára. Történelmi tanulmány (második kiadás: 1890)
- 1873 Régi magyar ételrecipe (Századok)
- 1875 Heby török bég parancsa a hódoltság idejéből (Századok)
- 1876 Thurzó György (Zichy: Gróf Thurzó György levelei nejéhez I-II)
- 1879 Az árvai vár levéltárában őrzött pecsétgyűjtemény szám- és betűsorrend szerinti jegyzéke
- 1882 Ki volt Thurzó György nádor nagyanyja? (Századok)
- 1882 Felső-kubini urnatemető (Archaeologiai Értesítő)
- 1883 A felső-kubini urna-temető (Archaeologiai Értesítő)
- 1884 Das Urnenfeld von Felső-Kubin (Mittheilungen der Anthropologischen Gesellschaft in Wien XIII)
- 1885 Oroszlánkővári lelet (Archaeologiai Értesítő)
- 1885 Üdvözlő beszéd Szmrecsányi Dárius Árvamegye főispája működésének félszázados örömünnepe alkalmával Alsó-Kubinban 1885. júl. 1.
- 1886 Árvamegyei régészeti emlékek (Országos régészeti és embertani társulat Évkönyve)
- 1888 Bethlenfalvi gróf Thurzó Imre 1598-1621 (M. Tört. Életrajzok)
- 1887 3-4. sz. Oroszlánkői lelet (Vágvölgyi Lap)
- 1888 Egy XVI. és XVII. századi magyar czimer-album (Turul)
- 1888 Gondolatok egy lábbadozó kórágyánál. Naplótöredék 1876-ból. Kézirat.
- 1888 A komjáthnai bronzlelet (Archaeologiai Értesítő)
- 1889 Bethlen Gábor levele Justh Andráshoz (Századok)
- 1891 Árvamegye
- 1891 Fibula vagy szíj-tartó lemez (Archaeologiai Értesítő)
- 1892 Krasznahorkai bronz-lelet (Archaeologiai Értesítő)
- 1896 A Várady-Szakmáry család története (Turul)
- 1896 Ünnepi beszéd, melyet Árvamegye törvényhatósági bizottságának millennáris díszközgyűlése alkalmával tartott
- 1898 Az Árva-Váraljai urna-temetőről (Archaeologiai Értesítő)
- 1901 Az árvai várkápolna sirboltjai (Turul)
- 1901 A felső-kubini Kubinyi család története és leszármazása (Franklin, Bp.)
- 1902 Az isztebnei bronzleletről (Archaeologiai Értesítő)
- Die vorgeschichtliche Denkmäler Oberungarns (Felső-Magyarország ősrégészeti emlékei, Árva megye - Az Osztrák–Magyar Monarchia írásban és képben)

## Külső hivatkozások
- Árvai múzeum